# Félix Gouin
Félix Gouin (Peypin, 1884. október 4. – Nizza, 1977. október 25.) francia jogász, politikus. Charles de Gaulle lemondása után 1946. január 26. és  június 24. között ideiglenes kormányfő, és de facto Franciaország elnöke. 

## Pályafutása
1902 óta szocialista aktivistaként tevékenykedett Marseille-ben, később tagja lett a Második Internacionálé Francia Szekciójának, a francia Szocialista Párt elődjének. Aix-en-Provence-ban szerzett jogi diplomát, és 1907-ben kezdte meg ügyvédi pályafutását Marseille-ben. Kezdetben a munkás szakszervezeteket védte, később polgári és kereskedelmi perekben is közreműködött. 
1911-ben bekerült a Bouches-du-Rhône megye tanácsába. Önkéntesként végigharcolta az első világháborút, részt vett a verduni csatában. 1923-ban Istres polgármesterévé választották és a Vichy-kormány időszakát kivéve 1958-ig állt a város élén. 
1938-ban vált ismertté Gouin, amikor a nemzetgyűlés szocialista csoportjának elnökhelyettese, és Léon Blum közvetlen munkatársa lett. 1940-ben nem szavazta meg Pétain teljhatalmát, és 1942 tavaszán Blum egyik védőügyvédje volt Riomban. Daniel Mayerrel együtt szocialista ellenállási csoportot hozott létre, de támogatta az együttműködést a francia ellenállás más csoportjaival is. Blum felszólítására Londonba indult  1942 májusában, de három hónapra Miranda de Ebro gyűjtőtáborába kényszerítették, hogy megakadályozzák utazását. Végül sikerült eljutnia Londonba, majd Algírba ment, ahol 1943. november 10-én az ellenállók ideiglenes konzultatív gyűlésének elnökévé választották. 
1945-ben Marseille nemzetgyűlési képviselője, és az első alkotmányozó nemzetgyűlés elnöke. De Gaulle lemondása után  az ideiglenes kormány elnöke 1946. január 26. és június 24. között. Georges Bidault ideiglenes kormányának miniszterelnök helyettese 1946 decemberéig, majd államminiszter, az országos tervbizottság elnöke Blum majd Paul Ramadier kormányában. Gouin ellenezte de Gaulle visszatérését és az Ötödik Francia Köztársaság alkotmányának elfogadását. 